# Christophel-Schuh (Wachenheim an der Weinstraße)

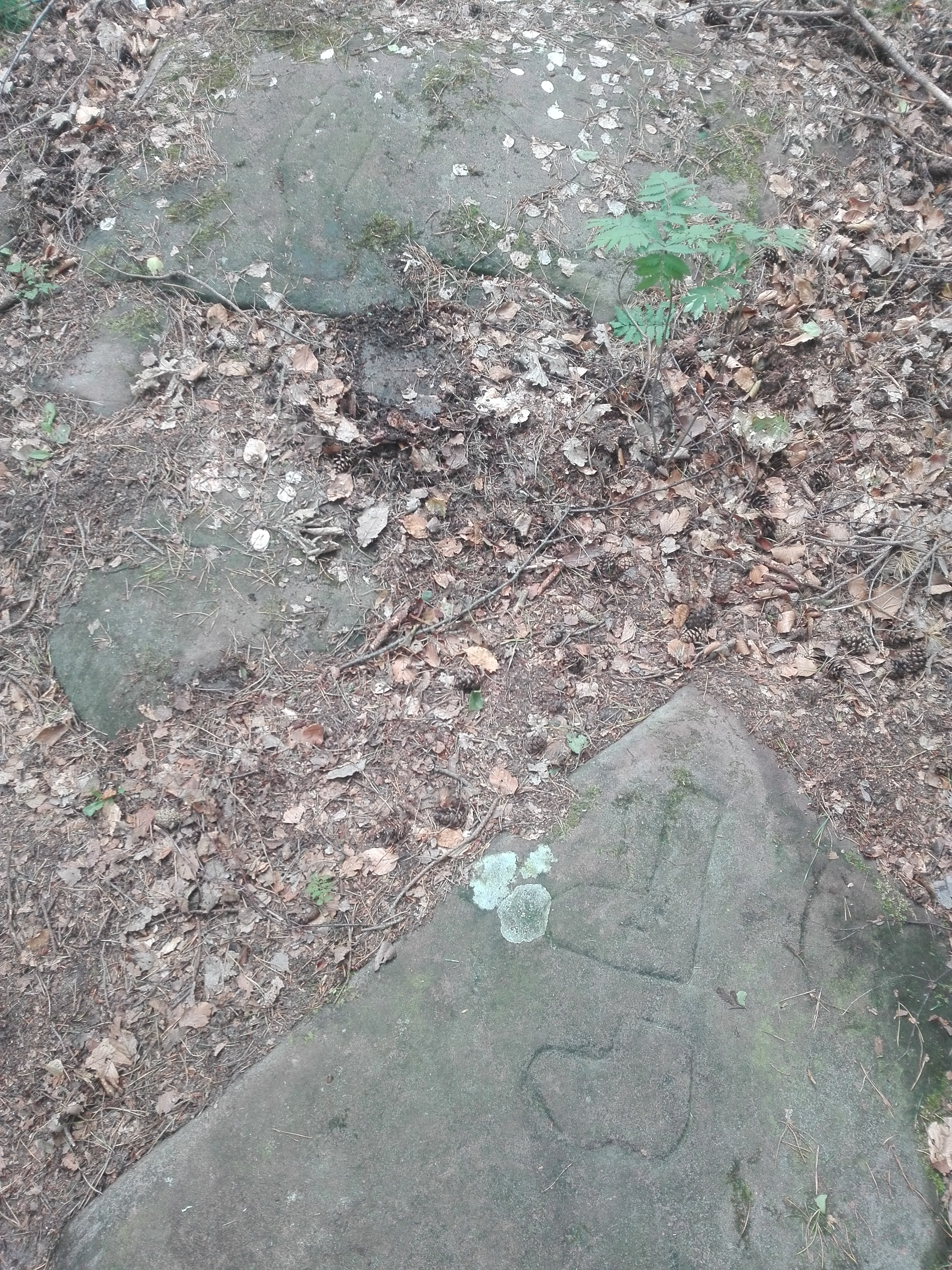
Der teilweise mit Laub und Erde bedeckte Felsblock „Christophel-Schuh“ mit drei Ritzzeichnungen

Der sogenannte Christophel-Schuh auf der Waldgemarkung der Stadt Wachenheim an der Weinstraße (Rheinland-Pfalz) ist ein Felsblock mit Ritzzeichnungen. Er ist in der Denkmalliste des Landes Rheinland-Pfalz als Einzeldenkmal eingetragen.

## Geographische Lage
Der Christophel-Schuh liegt einige Meter abseits der Gemarkungsgrenze zwischen Wachenheim an der Weinstraße und der Landstadt Deidesheim am „Fuchspfad“ auf einer Höhe von 490 m ü. NHN. Etwa 220 m Luftlinie von hier ist der Eckkopf-Gipfel mit dem Eckkopfturm, etwa 3,5 km östlich liegt die Gemeinde Forst an der Weinstraße.

## Bedeutung
Auf dem Felsblock sind mehrere Schuhe bzw. Sohlenabdrücke eingeritzt worden. Er wurde bereits 1784 als „Großer Schuh“ erwähnt. Über den Eckkopf verläuft die Gemarkungsgrenze zwischen Wachenheim und Deidesheim, davon zeugen heute noch einige Grenzsteine und Loogfelsen. Da der Christophel-Schuh einige Meter neben dem Grenzverlauf liegt (auf der Wachenheimer Seite), an einem kleinen Verbindungsweg, handelt es sich hier wohl um einen Wegweiser und nicht um einen Grenzfelsen.
In der Nähe, auf dem Vorderen Stoppelkopf, gibt es einen weiteren Felsblock, der als Christophel-Schuh bezeichnet wird; bei diesem handelt es sich um einen Grenzfelsen, der die Grenze zwischen Wachenheim an der Weinstraße und Deidesheim markiert.